# Великомолодьківська сільська рада
Великомолодьківська сільська рада (деколи — Молодківська сільська рада) — колишня адміністративно-територіальна одиниця та орган місцевого самоврядування у Ярунському (Пищівському) і Новоград-Волинському районах, Волинської округи, Київської й Житомирської областей УРСР та України з адміністративним центром у с. Великий Молодьків.

## Населені пункти
Сільській раді були підпорядковані населені пункти:
- с. Великий Молодьків
- с. Багате
- с. Груд

## Населення
Станом на 1923 рік кількість населення сільської ради становила 1 288 осіб, кількість дворів — 246.
Кількість населення сільської ради, станом на 1924 рік, становила 1 273 особи.
Відповідно до результатів перепису населення СРСР, кількість населення ради, станом на 12 січня 1989 року, становила 1 585 осіб.
Станом на 5 грудня 2001 року, відповідно до перепису населення України, кількість мешканців сільської ради становила 1 469 осіб.

## Склад ради
Рада складалась з 16 депутатів та голови.

### Керівний склад сільської ради
| ПІБ                        | Основні відомості                                                                                                | Дата обрання | Дата звільнення |
| -------------------------- | --- | ------------ | --------------- |
| Андрійчук Ігор Миколайович | Сільський голова, 1955 року народження, освіта, член Української Народної Партії                                 | 26.03.2006   | 31.10.2010      |
| Андрійчук Ігор Миколайович | Сільський голова, 1955 року народження, освіта середня спеціальна, член Всеукраїнського об'єднання «Батьківщина» | 31.10.2010   |                 |

Примітка: таблиця складена за даними джерела

## Історія
Створена 1923 року в складі с. Великий Молодьків та хутора Багатий Піщівської волості Новоград-Волинського повіту Волинської губернії. Станом на 1 жовтня 1941 року на обліку перебуває х. Вигода, котрий, станом на 1 вересня 1946 року знятий з обліку.
Станом на 1 вересня 1946 року сільрада входила до складу Ярунського району Житомирської області, на обліку в раді перебували села Багате та Великий Молодьків.
11 серпня 1954 року до складу ради включено с. Груд ліквідованої Грудської сільської ради Ярунського району.
Станом на 1 січня 1972 року сільська рада входила до складу Червоноармійського району Житомирської області, на обліку в раді перебували села Багате, Великий Молодьків та Груд.
Виключена з облікових даних 17 липня 2020 року. Територію та населені пункти ради, відповідно до розпорядження Кабінету Міністрів України № 711-р від 12 червня 2020 року «Про визначення адміністративних центрів та затвердження територій територіальних громад Житомирської області», включено до складу Новоград-Волинської міської територіальної громади Новоград-Волинського району Житомирської області.
Перебувала в складі Пищівського (Ярунського, 7.03.1923 р.) та Новоград-Волинського (4.06.1958 р.) районів.